# Rhönkopf - Streufelsberg
Das Naturschutzgebiet Rhönkopf – Streufelsberg liegt im Landkreis Schmalkalden-Meiningen in Thüringen.
Es erstreckt sich südwestlich von Reichenhausen, einem Ortsteil der Gemeinde Erbenhausen. Am nordöstlichen Rand des Gebietes verläuft die Landesstraße L 1123 und östlich die B 285. Im Gebiet hat die Streu, ein rechtsseitiger Zufluss der Fränkischen Saale, ihre Quelle. Am südlichen und südöstlichen Rand des Gebietes verläuft die Landesgrenze zu Bayern.

## Bedeutung
Das 515,9 ha große Gebiet mit der NSG-Nr. 254 wurde im Jahr  1990 unter Naturschutz gestellt.